# Georg Kahn-Ackermann
Georg Kahn-Ackermann (* 4. Januar 1918 in Charlottenburg; † 6. September 2008 in Münsing-Ammerland) war ein deutscher Journalist und Politiker der SPD. Er war von 1974 bis 1979 Generalsekretär des Europarats.

## Abgeordneter
Kahn-Ackermann war von 1953 bis 1957, sodann vom 10. Januar 1962, als er für seinen Parteifreund Wilhelm Hoegner nachrückte, bis zum Ende der 5. Wahlperiode 1969, und zuletzt vom 28. Dezember 1970, nachgerückt für den verstorbenen Abgeordneten Hermann Haage, bis zum 18. September 1974 Mitglied des Deutschen Bundestages.
Kahn-Ackermann gehörte auch der Parlamentarischen Versammlung des Europarates an, als deren Vizepräsident er von 1973 bis zum 16. Oktober 1974 fungierte. Von 1967 bis 1969 und 1973/74 war er dort außerdem Vorsitzender des Ausschusses für Kultur und Erziehung. Weiterhin war Kahn-Ackermann Mitglied der Versammlung der WEU, 1966 bis 1970 deren Vizepräsident und 1972 bis 1973 auch des dortigen „Politischen Ausschusses“.

## Öffentliche Ämter
Kahn-Ackermann wurde am 17. Oktober 1974 auf einen Vorschlag Willy Brandts hin zum ersten deutschen Generalsekretär des Europarates gewählt. Diese Stellung hatte er für 5 Jahre bis zum 17. September 1979 inne. Während seiner Amtszeit setzte Kahn-Ackermann den Konsultativstatus von Non-Governmental Organisations (NGOs) durch, wodurch er einen Beitrag zur Mitwirkung dieser Verbände leistete.
Viele Jahre engagierte er sich auch für die Rechte der Autoren. So hat er nicht nur den Bayerischen Journalistenverband mitbegründet, sondern 1958 auch die Verwertungsgesellschaft Wort, deren Ehrenpräsident er war. Als Bundestagsabgeordneter gestaltete er maßgeblich das Urheberrechtsgesetz von 1965 mit.

## Ehrungen
- 1968: Verdienstkreuz 1. Klasse der Bundesrepublik Deutschland
- 1968: Bayerischer Verdienstorden[1]
- 1971: Goldene Ehrennadel des Bayerischen Journalistenverbandes[1]
- 1973: Großes Verdienstkreuz der Bundesrepublik Deutschland
- 1989: Großes Verdienstkreuz mit Stern

## Schriften
- Trost der Reben. Ein Brevier vom Wein. List, München, 1960.
- mit Hans Maier, Walter Scheel: Eine Zukunft für unsere Vergangenheit. Europäisches Denkmalschutzjahr 1975. Prestel, München 1975.
- Veröffentlichungen und Erinnerungen. In: Abgeordnete des Deutschen Bundestages. Aufzeichnungen und Erinnerungen. Band 13. Boppard am Rhein, 1994.